# Marie Patouillet
Pour les articles homonymes, voir Patouillet.
Marie Patouillet, née le 7 août 1988 à Versailles, est une coureuse cycliste handisport française, en catégorie WC5 (handicap membre inférieur). En 2022, elle devient championne du monde de paracyclisme sur route. Elle ajoute deux nouveaux titres mondiaux sur piste en 2024. Le 1er septembre 2024, aux Jeux Paralympiques de Paris, elle devient la première para-cycliste française à obtenir une médaille d'or.

## Biographie
Marie Patouillet a une malformation de naissance au pied gauche (anomalie articulaire au niveau de la cheville, et trois orteils au lieu de cinq au pied gauche), ce qui a provoqué une différence de longueur entre les deux jambes et l'empêche de courir.
À 18 ans, elle intègre l'École du service de santé des armées de Bordeaux (Santé Navale), où elle étudie la médecine ; au terme de plusieurs années de formation, elle exerce la profession de médecin généraliste.
En 2017, elle participe à l'Étape du Tour, une course amateur, qu'elle termine en 9 h 23 min,. Cela lui donnera envie de pratiquer le cyclisme.
Elle se spécialise dans le cyclisme sur piste à partir de 2018 après un baptême au Vélodrome de Saint-Quentin-en-Yvelines. Classée en WC5, la licenciée de l’US Créteil s'entraîne à l'INSEP avec le champion olympique Grégory Baugé,. Dès l'année suivante, elle décroche une médaille de bronze au 500 m arrêté C5 lors des championnats du monde de paracyclisme sur piste de 2019 à l'Omnisport Apeldoorn et une 9e place en poursuite 3 km C5.
Aux championnats de France de cyclisme sur piste 2019, elle monte sur le podium élite du 500 m avec les cyclistes valides pour obtenir la troisième place d’une épreuve gagnée par Mathilde Gros.
Pour les championnats du monde suivants en 2020 au vélodrome de Milton, elle est deux fois médaillée d'argent sur 500 m arrêté C5 et à l'omnium C5. Elle se classe également 4e de la course scratch C5.
En 2021, elle participe aux Jeux paralympiques de Tokyo où elle remporte une première médaille de bronze en poursuite individuelle C5, derrière la championne britannique Sarah Storey. Le 2 septembre, elle remporte une deuxième médaille de bronze lors de l'épreuve sur route en C5.
Le 14 août 2022, elle remporte le titre mondial sur route à Baie-Comeau, en s'imposant au sprint devant l'Allemande Kerstin Brachtendorf,. Sur piste, son palmarès continue de s'étoffer avec 3 nouvelles médailles mondiales lors des championnats à Saint-Quentin-en-Yvelines en octobre, deux en argent sur le contre-la-montre 500 m et l'omnium, ainsi qu'une en bronze sur le scratch,.
Le 4 janvier 2023, elle devient championne de France de poursuite par équipes en catégorie élite avec Clara Copponi, Valentine Fortin et Lara Lallemant sous la bannière du Comité régional d'Ile-de-France de cyclisme. Elle déclare alors que « ce n'est pas tous les jours qu'une athlète paralympique a l'occasion de courir avec des athlètes olympiques [...] Au delà des performances, le point le plus important de ces championnats est que j'ai enfin retrouvé ce plaisir qui s'était envolé après les jeux de Tokyo ».
Le 29 août 2024, elle devient vice-championne olympique du 500 m C5, lors des Jeux paralympiques de Paris 2024. Trois jours plus tard, pour la dernière course sur piste de sa carrière, elle remporte le titre sur la poursuite C5, face à sa compatriote Heïdi Gaugain, devenant ainsi la première para-cycliste française à obtenir une médaille d'or. Le 6 septembre 2024, pour son ultime course, elle termine cinquième de l'épreuve en ligne sur route dans la catégorie C4-C5.

## Vie privée
Lesbienne, engagée contre les LGBTphobies, elle est nommée personnalité sportive de l'année 2023 par le magazine Têtu.
Elle est en couple avec l'actrice Soraya Garlenq.

## Palmarès handisport

### Jeux paralympiques
- Jeux paralympiques d'été de 2021 à Tokyo
  -  Médaille de bronze de la poursuite C5
  -  Médaille de bronze de l'épreuve sur route C5
- Jeux paralympiques d'été de 2024 à Paris
  -  Médaille d'or de la poursuite C5
  -  Médaille d'argent du 500 m C4-5

### Championnats du monde de paracyclisme sur piste
- Championnats du monde de paracyclisme sur piste 2019 à Apeldoorn
  -  Médaille de bronze en 500 m arrêté C5
- Championnats du monde de paracyclisme sur piste 2020 à Milton
  -  Médaille d'argent en 500 m arrêté C5
  -  Médaille d'argent en omnium C5
- Championnats du monde de paracyclisme sur piste 2022 à Saint-Quentin-en-Yvelines
  -  Médaille d'argent en 500 m arrêté C5
  -  Médaille d'argent en omnium C5
  -  Médaille de bronze en scratch C5
- Championnats du monde de paracyclisme sur piste 2023 à Glasgow
  -  Médaille d'argent en 500 m arrêté C5
  -  Médaille de bronze en omnium C5
- Championnats du monde de paracyclisme sur piste 2024 à Rio de Janeiro
  -  Médaille d'or en scratch C5
  -  Médaille d'or en omnium C5
  -  Médaille d'argent en 500 m arrêté C5

### Championnats du monde de paracyclisme sur route
- Championnats du monde de paracyclisme sur route 2022 à Baie-Comeau
  -  Médaille d'or sur la course en ligne C5

## Palmarès en cyclisme sur piste

### Championnats de France
- Saint-Quentin-en-Yvelines 2019
  - 3e du 500 mètres
- Hyères 2022
  -  Championne de France de poursuite par équipes
  - 2e de la poursuite
- Roubaix 2023
  - 2e de la poursuite par équipes
- Saint-Quentin-en-Yvelines 2024
  -  Championne de France de poursuite par équipes (avec Valentine Fortin, Clara Copponi et Lara Lallemant)

## Distinctions

### Décorations
- Chevalier de la Légion d'honneur (décret du 23 septembre 2024)[17]

- Chevalier de l'ordre national du Mérite (décret du 8 septembre 2021)[18]

### Vidéographie
- [vidéo] Marie, vice-championne du monde de paracyclisme, série documentaire Invincibles, Slash, saison 1 épisode 5, 2022, 8 min 43 s.